# Ілушума
Ілушума — правитель стародавнього міста Ашшур наприкінці XX — початку XIX століття до н. е.

## Правління
Був першим історично засвідченим правителем Ашшура. Він не мав царського титулу. Як жрець-правитель він називався ішші'аккум, а як голова міської ради — укуллум або ваклум.
За часів свого правління Ілушума збудував храм Іштар, відновив міську стіну, збудував житло для тих, чиї будинки довелось знести під час будівництва храму. Окрім іншого, звільнив від сплати податків аккадців